# Windows Live OneCare
Windows Live OneCare was een pakket beschermings- en optimalisatiesoftware met onder andere een firewall, hulpprogramma's voor optimalisatie, back-upmogelijkheden en virus- en spywarebescherming van Microsoft. Het was een onderdeel van het softwarepakket Windows Live. Live OneCare werkte zowel op Windows XP als op Windows Vista. Live OneCare had verschillende opties, zoals de pc optimaliseren en een volledige scan uitvoeren. Het logo van OneCare is een witte 1 in een blauw rondje. Vandaar de naam OneCare, wat in het Nederlands EenVerzorging betekent (veiligheid en optimalisatie in één).

## Geschiedenis
In 2004 begon Microsoft met de ontwikkeling van OneCare als een onderdeel van Windows Live. In de zomer van 2005 werd Windows Live OneCare vrijgegeven voor geselecteerde bètatesters, voordat het als publieke bèta beschikbaar werd gesteld. Het werd geplaatst op een oude Microsoft-website, Betaplace. Op 31 mei 2006 werd Windows Live OneCare voor het eerst op de markt gebracht.
In oktober 2006 werd een bètaversie van Windows Live OneCare 1.5 vrijgegeven. Windows Live OneCare 1.5 werd beschikbaar op 30 januari 2007.
Het bètaprogramma van Windows Live OneCare 2.0 begon op 4 juli 2007, waarna de stabiele versie volgde op 17 november 2007. Sinds maart 2010 is Windows Live OneCare niet meer beschikbaar.
Er was ook een gratis, online scanner beschikbaar voor Windows XP en Vista, maar die bevond zich nog in bètafase.

## Werking
Live OneCare werkt met een icoontje op de taakbalk. Dat icoontje kan groen, oranje of rood zijn. Groen betekent dat er niets aan de hand is, oranje betekent dat er wel iets aan de hand is, en rood betekent dat er een risico op een virus is.
Dezelfde licentie van OneCare mag op totaal 3 pc's gebruikt worden. Sinds versie 2.0 kan in een thuisnetwerk één PC als centrale PC voor het beheer worden aangewezen.